# Lotte Berger
Klara Charlotte "Lotte" Berger, gift Ellgaard, född 3 april 1907 i Plauen i Kungariket Sachsen, död 14 maj 1990 i Kiel i Västtyskland, var en tysk teaterskådespelare aktiv på 1930-talet.

## Biografi
Lotte Berger arbetade främst i norra Tyskland, speciellt i Kiel. År 1939 gifte hon sig med illustratören, konstnären och journalisten Helmuth Ellgaard, som hon träffade på teatern där han under en period arbetade som scenograf. Hon avslutade sin karriär 1939. I äktenskapet föddes sönerna Peter Ellgaard och Holger Ellgaard. Lotte Berger avled 1990 på ett vårdhem i Kiel. Hon och hennes man är gravsatta på Heikendorfs kyrkogård.

## Teaterroller (urval)
- 1936 – Selma Knobbe i Die Ratten, drama av Gerhart Hauptmann.
- 1936 – person med bakfylla i Mästerkatten i stövlar (Der gestiefelte Kater), saga av Bröderna Grimm.
- 1936 – en av de fyra vännerna i Die 4 Gesellen, komedi av Jochen Huth.
- 1937 – Edeltraut Panse i Krach im Hinterhaus, komedi av Maximilian Böttcher.
- 1937 – Kätchen i Som ni behagar (Wie es euch gefällt), drama av William Shakespeare.
- 1937 – Sophie i Die Mitschuldigen, komedi av Johann Wolfgang von Goethe.
- 1938 – Maria i Trettondagsafton (Was ihr wollt), drama av William Shakespeare.
- 1938 – Peter i Peterchens Mondfahrt, saga av Gerdt von Bassewitz.
- 1938 – Flora i Die Freier, drama av Joseph von Eichendorff.
- 1939 – kvinnlig karaktär i Die Primanerin, skådespel av Sigmund Graff efter novellen av Alexander Turmayer.